# 163819 Teleki
163819 Teleki este un asteroid din centura principală de asteroizi.

## Descriere
163819 Teleki este un asteroid din centura principală de asteroizi. A fost descoperit pe 7 septembrie 2003 la Piszkesteto de Krisztián Sárneczky și Brigitta Sipőcz. Asteroidul prezintă o orbită caracterizată de o semiaxă mare de 2,59 ua, o excentricitate de 0,16 și o înclinație de 3,0° în raport cu ecliptica.